# Reciproké křížení
Reciproké křížení je genetická metoda, která sleduje přenos znaku (vlastnosti) na potomstvo po prostřídání znaku u pohlaví rodičovské generace, a tím zjistí, zdali se daný znak váže na gonozomy. Liší se od zpětného křížení.
Jednoduše to znamená, že jednotlivé partnery můžeme prohodit a potomstvo bude stejné. Například pokud křížíme modrou samici andulky a zeleného samce, získáme samá zelená mláďata štěpitelná do modrých. Pokud pohlaví rodičů prohodíme a spáříme zelenou samici a modrého samce, výsledné potomstvo bude stejné jako u předchozího křížení – samá zelená mláďata štěpitelná do modrých. Jiná situace nastává u dědičnosti vázané na pohlaví – tam už takto prohodit partnery nemůžeme, aniž by to ovlivnilo výsledné potomstvo.

## Zpětné křížení
Zpětné křížení je genetická metoda, kdy se kříží potomek s některým z homozygotních rodičů, dominantním či recesivním.
Využívá se k zjištění genotypu zkoumaného jedince za situace, kdy nám fenotyp ponechává více možných kombinací. Zkoumaného jedince křížíme s jedincem (v zpětném křížení přímo rodičem), o němž víme, že je ve zkoumaném znaku (případně znacích) recesivní homozygot. Tato metoda má ale jisté nevýhody v případě, že chceme zkoumat organismus s dlouhým reprodukčním cyklem, nemluvě o tom, že u živočichů s malým počtem potomků nemusí naši otázku spolehlivě zodpovědět.
Příklad: 
Je-li fenotypový projev zkoumaného znaku dominantní a po zkřížení s recesivním homozygotem vyprodukuje po roce jedno nebo dvě mláďata opět s dominantním projevem (buďme optimisté a uvažujme znak, který je patrný ihned po narození), stále nemůžeme spolehlivě vyloučit, že se jedná o heterozygota a jsme pořád tam, kde jsme byli. Naproti tomu, pokud získáme mezi potomky byť i jen jedno mládě s recesivním fenotypovým projevem znaku, můžeme si být prakticky jistí, že zkoumané individuum je heterozygot.